# フランチェスカ・ダ・リミニ (チャイコフスキー)
幻想曲『フランチェスカ・ダ・リミニ』（Francesca da Rimini）作品32は、ピョートル・チャイコフスキーによって作曲された管弦楽曲。幻想曲と銘されているが、実際にはダンテの『神曲』を題材とした「交響詩」である。

## 作曲の経緯

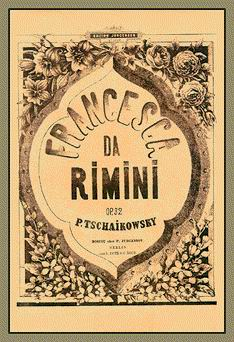
『フランチェスカ・ダ・リミニ』楽譜表紙

1876年夏、チャイコフスキーは弟モデストと共に南フランスへ旅行した。リヨンからパリへと向かう鉄道の中で、チャイコフスキーは以前からオペラの題材として興味を持っていた、｢神曲｣中の絶唱とされる｢地獄篇」第5歌《フランチェスカ・ダ・リミニ》を読む。彼はこの詩に「宿命に逆らいながらも真実の愛を求め続ける」という彼自身の理想を見出し、この詩を題材にした交響詩を作曲したいと考えるようになった。
帰国後、チャイコフスキーはまず『スラブ行進曲』を作曲、完成させる。そして10月8日にこの曲の作曲に着手し、スケッチを10月27日に、最終稿を11月18日に完成させた。
初演は翌年の3月10日に、モスクワの演奏会において、ニコライ・ルビンシテインの指揮によって行われた。交響詩・幻想曲の分野においては長大な作品であるにもかかわらず、聴衆からの反応はおおむねよく、友人達からも好評だった。
しかしチャイコフスキー自身は、後に友人にあてた手紙の中で、「エピソードに刺激されて一時的なパトスで書かれた、迫力のないつまらない作品」と自嘲気味な評価を下している。

## ｢地獄篇｣第5歌
この曲の題材となっている詩《フランチェスカ・ダ・リミニ》は、ダンテの『神曲』中の絶唱とされている詩である。その内容は大体次の通り。
13世紀、ラヴェンナにあるポレンタ家の美しい姫フランチェスカは、父の命令で宿敵マラテスタ家との和解のため、同家の長男ジョヴァンニのもとへ嫁ぐことになる。フランチェスカを迎えに来たのは、ジョヴァンニの弟である美青年パオロだった。2人は恋に落ち、醜いジョヴァンニとフランチェスカが結婚してからも密会を続ける。ところがある夜、フランチェスカとパオロが密会しているところをジョヴァンニに見つかり、嫉妬に狂ったジョヴァンニによって2人は殺されてしまう。2人は色欲の罪を犯した者として、地獄の嵐に吹き流される。

## 編成
フルート3（3番奏者はピッコロ持ち替え）、オーボエ2、コーラングレ、クラリネット2、ファゴット2、ホルン4、コルネット2、トランペット2、トロンボーン3、テューバ、ティンパニ（3台）、大太鼓、シンバル、タムタム、ハープ、弦五部

## 演奏時間
ほとんどの演奏は約24分から25分であるが、中には約23分（ストコフスキー、ミュンシュ 、ドラティ、マルケヴィッチ盤など）や22分を切るもの（ムラヴィンスキー盤）、約27分（バーンスタイン盤）と様々である。

## 曲の内容
この曲は導入部に続いて3つの部分が展開される形式となっている。大規模な楽器編成を要し、和声法もかなり大胆である。
導入部は減七の和音を駆使した重苦しい雰囲気となっている。アンダンテ・ルグーブレ、4分の4拍子。銅鑼と金管楽器が重用され、不安定な世界が繰り広げられる。次の第1部にも用いられる動機が次々と現れる。調性感は極めて不安定。
第1部に入ると、主調たるホ短調が確立され、テンポがアレグロ・ヴィーヴォ、8分の6拍子となる。ここでは地獄で苦しむ罪人達の姿、フランチェスカたちを待ち受ける過酷な運命が描かれる。木管楽器が特徴あるリズムに乗ってトリル風の動機を出し、ホルンが主要主題の断片を出す。緊張を高め、クライマックスに達すると、シンバル、ティンパニが激しく打たれ、トランペットが主題を強奏する。この主題が何度も繰り返され、一旦静まると、クラリネットに印象的なレチタティーヴォが現れ、第2部に入る。
第2部では、テンポがアンダンテ・カンタービレ・ノン・トロッポ、4分の4拍子に落ちる。レチタティーヴォの主題によって、弦楽器を主体とした甘く幻想的な世界が繰り広げられる。フランチェスカとパオロの恋を描いている。しかしホルンの信号風の動機によって曲調は一転する。テンポもアレグロ・ヴィーヴォに戻り、調性感が不安定になる。レチタティーヴォ主題が全楽器の強烈な咆哮によって打ち砕かれ、2人の恋人の破滅が描かれる。
終結部たる第3部は、再びホ短調が確立される。第1部の主題が再現され、地獄に落ちた2人が描かれる。最後にテンポを加速し、激しいリズムに乗った強烈な和音が奏された後、大きく膨れ上がり、ホ短調の長い和音で終わる。